# Volkan Özcan (Schauspieler)
Volkan Özcan (* um 1980) ist ein deutscher Schauspieler.

## Leben
Seine Eltern wanderten in den 1970er Jahren aus der Türkei ein und hatten zunächst als Gastarbeiter im Chemielabor eines Elektronikkonzerns gearbeitet. Seit seiner Kindheit ist Özcan mit Özgür Yıldırım befreundet und hatte bereits an Kurzfilmen Yıldırıms mitgewirkt. Als Hauptdarsteller in Yıldırıms Gangsterfilm Chiko (2008) spielte er einen kriminellen Jugendlichen: Tibet, den besten Freund der Titelfigur und erhielt dafür einen Darstellerpreis auf dem Filmfestival Türkei/Deutschland.
Der Erzieher türkischer Abstammung arbeitet mit straffällig gewordenen Jugendlichen.
Özcan wohnt in Hamburg.

## Filmografie

### Kurzfilm
- 2008: Totsichertot
- 2012: Heute und Morgen

### Spielfilme
- 2008: Chiko

## Auszeichnung
- Spezialpreis der Jury Filmfestival Türkei/Deutschland